# Håkan Ohlsson (bandyspelare)
Erik Håkan Ohlsson, född 30 maj 1949 i Katrineholm, är en svensk tidigare bandyspelare (forward). Han spelade 78 landskamper och gjorde 61 mål för svenska landslaget, är Stor grabb (nr 157) och utsågs till årets man i svensk bandy 1972. Hans moderklubb var Katrineholms SK (KSK) och han spelade även för IFK Vänersborg, Värmbols GoIF och Vingåkers IF. Med KSK spelade han fyra SM-finaler och vann tre guld (1969, 1970 och 1972). 2019 valdes han in vid Svensk Bandy Hall of Fame.